# أحمد باشا الكسريه لي
أحمد باشا الكسريه لي سياسي عثماني أصبح والياً على بغداد من سنة (1161 ه‍/1748م) إلى (1162ه‍/1749م) وقد جاء خلفاً للوالي حاجي أحمد باشا، وهو الصدر الأعظم السابق، ويعرف أيضاً باسم الصدر الأعظمم أحمد باشا النيشانجي.وقد كان خلفه على بغداد الصدر الأسبق محمد باشا الترياقي، والأصح (ترياكي) كما في وثائق الأرشيف العثماني.

## لمحة تاريخية
الحاج أحمد باشا الكسريه لي، ولد في (روم إيلي) في مدينة كسريه، 
كان سفير الدولة العثمانية إلى نادر شاه. ولي مناصب عديدة منها أمانة العاصمة إسطنبول، وفي سنة 1157 ه‍، صار دفترياً للفيلق في أنحاء قارص. حتى عهد إليه بمنصب الوزارة في سيواس. وفي أول المحرم من سنة 1160 ه‍، صار سفيراً إلى إيران فورد بغداد ومنها ذهب إلى الشاه نادر شاه. وفي 1161 ه‍،
أودعت إليه البصرة وفي نفس السنة وجهت إليه إيالة بغداد أثناء وقوفه فيها لإرسال الهدايا والرسائل إلى إيران. وفي 11 ذي الحجة 1161 ه‍، كتب إليه ان يسلم إدارة بغداد إلى الصدر الأسبق الحاج محمد باشا (ترياكي)، وأن يتوجه إلى الأناضول فعهدت إليه الدولة إيالة مرعش. فبقى حتى سلم الهدايا والودائع والأوراق الرسمية التي كان عليه ان يوصلها إلى نادر شاه بمحضر من العلماء وألأعيان والأكابر وسجلت في دفاتر خاصة بمرأى الدفتري وحفظت.

## وفاته
توفي والي بغداد أحمد باشا الكسريه لي وخبر وفاته وصل إلى إسطنبول في 13 جمادي الأولى 1162 ه‍، لمرض إعتراه، ودفن في مقبرة الإمام الأعظم.